# نصف دولار بلاتيني 1814

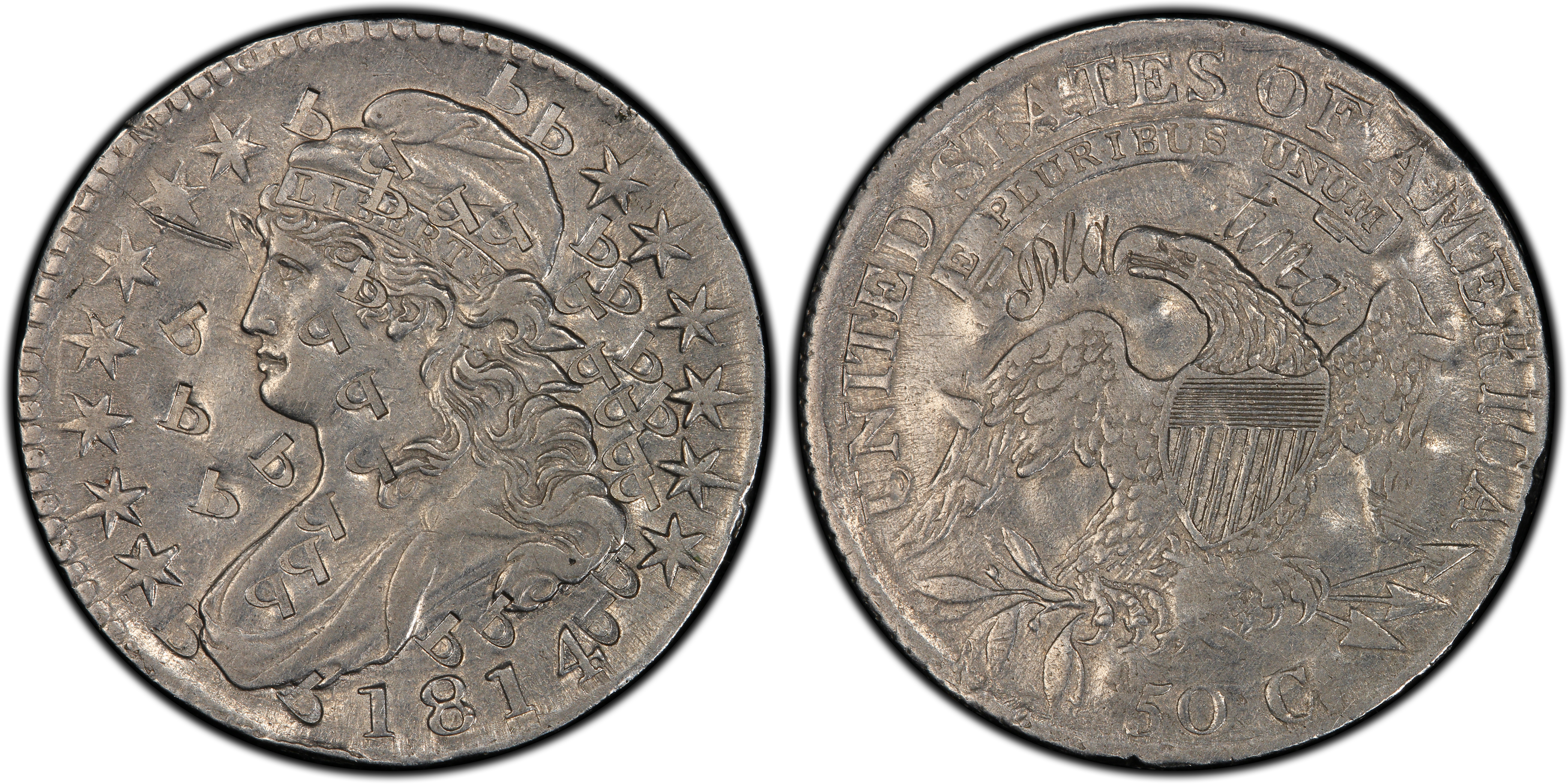
المثال الوحيد المعروف للنصف دولار البلاتيني المختوم عام 1814، J-44a

نصف دولار البلاتيني 1814 platinum half dollar ( J-44  ) صدر عام 1814 كان نموذجًا نقديًا أمريكيًا بقيمة اسمية قدرها خمسون سنتًا. كان تصميمه مطابقًا للتمثال النصفي المغطى بنصف دولار، ولكنه مصنوع من البلاتين.  تم إعطاء مثال نموذج مميز يحتوي على 33 علامة غائرة [الإنجليزية] في رقم الكتالوج J-44a.
وقد وُصفت بأنها "واحدة من أكثر النقود المعدنية إثارة للاهتمام والغموض التي أنتجتها الولايات المتحدة على الإطلاق."  هناك مثالان معروفان بدون علامات الثقوب. 

## أنظر أيضا
- عملة بلاتينية